# Endless (Album)
Endless ist ein visuelles Album des US-amerikanischen Singer-Songwriters Frank Ocean. Es erschien am 19. August 2016 exklusiv auf Apple Music, einen Tag vor dem heute bekannterem Studioalbum Blonde. Endless wurde anfangs nur in Form eines Films veröffentlicht, der Ocean bei dem Bau einer Treppe begleitet. Das Album enthält Gastbeiträge von unter anderem Sampha, Jazmine Sullivan und dem deutschen Fotografen und Amateurmusiker Wolfgang Tillmans.

## Hintergrund
Als junger Künstler unterschrieb Frank Ocean bei dem großen amerikanischen Verlag Def Jam Recordings bei dem auch Oceans Debütalbum Channel Orange erschien. Unter Vertrag bei jenem Label fühlte Ocean sich jedoch nicht genug wertgeschätzt und gefördert. Er strebte an, unter einem eigenen Verlag zu publizieren. Um seinem alten Vertrag zu entkommen, musste er für Def Jam allerdings noch ein weiteres Album herausgeben. Da Ocean sein lang erarbeitetes Werk Blonde nicht Def Jam überlassen wollte, arbeitete er an zwei Alben parallel. Endless, was nur auf Apple Music veröffentlicht wurde und Blonde einen Tag später unter dem eigenen Verlag Boys Don't Cry.

## Musik und Inhalt

### Musik
Die meistens eher kürzeren Titel von Endless werden durch langsame, gefühlsvolle Klänge geprägt. Das Genre R&B kommt zwar zum Vorschein, allerdings ohne arrogant oder selbstbezogen zu wirken, wie es im Genre sonst oft der Fall ist. Zudem wirken die kurzen Titel ein wenig unfertig. Zwar reihen sich viele psychedelische, Soul-ähnliche und rhythmische Passagen aneinander, Ocean scheint allerdings keine Versuche zu machen die Klänge zu Chart-wirksamen Stücken zusammenzufügen.
Frank Ocean selbst sagte kurz nach Channel Orange, als er mit der Arbeit mit Blonde und Endless begann, dass sein nächstes Projekt eine ähnliche ruhige Stimmung, wie der Titel „Golden Girl“ haben werde.

### Inhalt
Endless ist ein emotionales und autobiographisches Album, mehr noch als das vorherige Album Channel Orange und ähnlich wie das folgende Album Blonde. Es konzentriert sich auf romantische Beziehungen und deren Strukturen auch in Bezug auf das Erwachsenwerden. Thematisiert werden genauso die Schwierigkeiten seines jungen Lebensalters (Mitte bis Ende 20) und der Kontrast seines erfüllten Lebens im Kontrast zu seiner Jugend mit finanziellen Schwierigkeiten.
Neben den textliches Stoffes, durch Frank Ocean ausgedrückt, existiert im zugehörigen Video auch eine Passage mit Wolfgang Tillmans. Dieser kritisiert die ständige Nutzung von Smartphones und nimmt damit Bezug auf Ocean, der während des Videos mehrmals sein Endgerät nutzt.

### Zusammenarbeit mit Wolfgang Tillmans
Wolfgang Tillmans ist ein deutscher Fotograf, der Amateurhaft Musik macht. Er fotografierte für Frank Ocean, unter anderem das Cover von Blonde. Zusammen gingen die beiden auch in Berlin, im Berghain, feiern. Im Rahmen dieser Zusammentreffen zeigte Tillmans Ocean seine Musik, auch das Lied „Device Control“. Ocean gefiel das Lied und fragte nach der Erlaubnis zu samplen. Zu Tillmans Überraschung wurde das Lied jedoch nicht gesampelt, sondern als Intro und Outro für Endless verwendet, im End-Teil das ganze Lied.
Wolfgang zeigte sich auf Social Media sehr erfreut über diese Würdigung und schrieb:

“Enormously proud and happy that Frank Ocean did include my (yet unreleased) track ‘Device Control’ as intro and as a full length ending of his ‘Endless’ album!”

„Ich bin unheimlich stolz und glücklich, dass Frank Ocean meinen (noch unveröffentlichten) Titel 'Device Control' als Intro und als Abschluss seines Albums 'Endless' aufgenommen hat!“

## Begleitvideo
Frank Ocean hat Endless in Begleitung eines Videos auf Apple Music veröffentlicht. Im Video sieht man wie Ocean in den 45 Minuten Laufzeit eine Treppe baut. Es besteht kein direkter Bezug zwischen dem Video und dem Ton und auch Ocean selbst interagiert, wenn gefilmt, nicht mit dem Gehörten. Außerdem ist das Video in Schwarzweiß-Optik gehalten, erst durch später veröffentlichtes Material wurde bekannt, dass die gebaute Treppe bunt ist.
Der Film wurde von Frank Ocean und Francis Soriano inszeniert. Produzentin war Wendi Morris.

## Titelliste
| #   | Titel                       | Produktion neben F. Ocean                                   | Länge |
| --- | --------------------------- | ----------------------------------------------------------- | ----- |
| 1.  | Device Control              | W. Tillmans                                                 | 0:56  |
| 2.  | (At You Best) You Are Love  | E. Isley, M. Isley, C. Jasper, R. Isley, O. Isley, R. Isley | 5:21  |
| 3.  | Alabama                     |                                                             | 1:25  |
| 4.  | Mine                        |                                                             | 0:32  |
| 5.  | U-N-I-T-Y                   |                                                             | 2:54  |
| 6.  | Ambience 001: A Certain Way |                                                             | 0:11  |
| 7.  | Comme des Cerçons           |                                                             | 0:59  |
| 8.  | Xenons                      |                                                             | 0:31  |
| 9.  | Ambience 002: Honey Baby    |                                                             | 0:09  |
| 10. | Wither                      |                                                             | 2:34  |
| 11. | Hublots                     |                                                             | 1:48  |
| 12. | In Here Somewhere           | T. Noka, J. Thornalley                                      | 1:45  |
| 13. | Slide on Me                 |                                                             | 3:07  |
| 14. | Sideways                    |                                                             | 1:54  |
| 15. | Florida                     |                                                             | 1:15  |
| 16. | Impietas + Deathwish (ASR)  | T. Noka, J. Thornalley                                      | 1:56  |
| 17. | Rushes                      |                                                             | 3:26  |
| 18. | Rushes To                   | T. Noka, J. Thornalley, M. Uzowuru                          | 2:12  |
| 19. | Higgs                       |                                                             | 3:39  |
| 20. | Mitsubishi Sony             |                                                             | 2:26  |
| 21. | Device Control" (reprise)   | W. Tillmans                                                 | 7:07  |